# Xã Hungerford, Quận Plymouth, Iowa
Xã Hungerford (tiếng Anh: Hungerford Township) là một xã thuộc quận Plymouth, tiểu bang Iowa, Hoa Kỳ. Năm 2010, dân số của xã này là 1.823 người.